# Банцков
Банцков (њем. Banzkow) општина је у њемачкој савезној држави Мекленбург-Западна Померанија. Једно је од 76 општинских средишта округа Пархим. Према процјени из 2010. у општини је живјело 2.773 становника. Посједује регионалну шифру (AGS) 13060001.

## Географски и демографски подаци
Банцков се налази у савезној држави Мекленбург-Западна Померанија у округу Пархим. Општина се налази на надморској висини од 38 метара. Површина општине износи 52,3 km². У самом мјесту је, према процјени из 2010. године, живјело 2.773 становника. Просјечна густина становништва износи 53 становника/km².